# Olof Rudbeck el Joven
Olaus Rudbeckius el Joven u Olof Rudbeck (Upsala, 1660-ibíd., 1740) fue un explorador y naturalista sueco.

## Biografía
Hijo de Olaus Rudbeck, a quien sucedió como profesor de medicina en la Universidad de Upsala. El joven Rudbeck fue un gran ornitólogo y botánico que llevó a cabo su doctorado en Utrecht en 1690. 
Viajó a Laponia en 1695, uniéndose a una expedición encargada por el rey, donde su misión fue estudiar la naturaleza en general y las montañas en particular. Regresó con muchísimo material y habiendo confeccionado bellos álbumes de dibujos coloreados donde se podían apreciar diversas aves, flores y paisajes de Laponia, trabajo por el que es mejor recordado. Lamentablemente solo se salvaron de un incendio 250 litografías.
A principios del siglo XVIII, Rudbeck pierde el interés por el estudio de la naturaleza y pasa a interesarse por la relación entre los idiomas lapón y hebreo. Fue ennoblecido en 1719 y falleció en 1740.

## Algunas publicaciones
- Lapponia illustrata. Upsala 1701
- Ichthyologia biblica. Upsala 1705

### Curiosidades
- Uno de sus estudiantes fue el famoso botánico Carlos Linneo (1707-1778), que nombró el género de fanerógamas, Rudbeckia, en honor a él y a su padre.
- Su hermana Wendela se casó con Peter Olai Nobelius, de quienes desciende Alfred Nobel, el fundador de los Premios Nobel

- La abreviatura «O.O.Rudbeck» se emplea para indicar a Olof Rudbeck el Joven como autoridad en la descripción y clasificación científica de los vegetales.[1]